# روبرت بويد (سياسي)
روبرت بويد (بالإنجليزية: Robert Boyd)‏ هو سياسي أسترالي، ولد في 11 ديسمبر 1885، وتوفي في 30 مايو 1951 في بريزبان في أستراليا. نشط حزبياً في Country and Progressive National Party ‏. وقد انتخب عضو المجلس التشريعي ولاية كوينزلاند عن دائرة Electoral district of Burnett ‏ (13 أكتوبر 1928 – 11 يونيو 1932).